# Thun-l’Évêque
Thun-l’Évêque – miejscowość i gmina we Francji, w regionie Hauts-de-France, w departamencie Nord.
Według danych na rok 1990 gminę zamieszkiwało 575 osób, a gęstość zaludnienia wynosiła 101 osób/km² (wśród 1549 gmin regionu Nord-Pas-de-Calais Thun-l’Évêque plasuje się na 735. miejscu pod względem liczby ludności, natomiast pod względem powierzchni na miejscu 621.).